# Hokus Pokus Panter
Hokus Pokus Panter er et adventure computerspil udgivet i 1999, der lærer børn om forskellige lande og kulturer. Hokus Pokus Panter fokuserer især på landenes dyr og Panter møder f.eks. en struds, rensdyr, haj, krokodille m.f. samt fiktive dyr fra den græske mytologi, pegasusen.

## Plot
Panter har valgt at slå sig ned som sælger, og vil leve af at sælge sin encyklopædi. Han kommer forbi et fornemt hus ejet af et kendt tandlægepar der lever af at sælge gebiser til kendte, der er i gang med at holde en fest for at fremvise det hidtil flotteste gebis. Midlertidig er parrets søn i gang med at prøve sig frem med magi, men da han kommer til at kaste magi over det besøgende kinesiske pars datter, Violet, samt kaster en trolddom over Panters encyklopædi hvis sider bliver spredt over hele verden, er Panter nødt til at rejse til forskellige lande for at skaffe ingredienser til at bekæmpe forbandelsen over Violet. 